# 弗洛热尔格陨击坑
弗洛热尔格陨击坑(Flaugergues)是火星示巴湾区的一座撞击坑，中心坐标位于南纬17度、西经340.8度处，直径245公里，其名称取自法国天文学家皮埃尔·吉尔斯·安托万·奥诺雷·弗洛热尔格（1755年-1835年），1973年被国际天文联合会批准接受。
撞击坑通常有一圈周围分布着喷射物的边缘，相比之下，火山口一般则没有边缘或喷射沉积物。有时撞击坑会暴露出被掩埋的地层，地下深处的岩石被抛到地表。因此，撞击坑可向我们展示地表深处的构成。

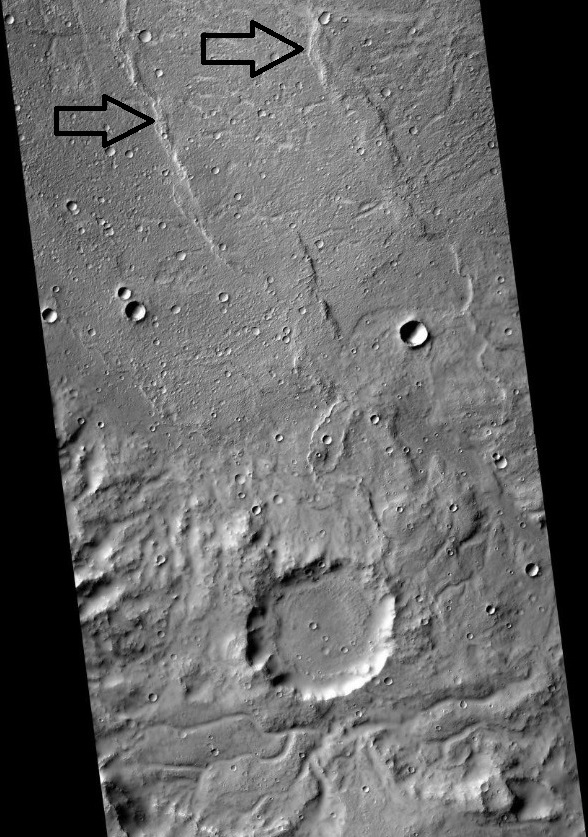
火星勘测轨道飞行器背景相机拍摄的弗洛热尔格陨击坑部分坑底和被侵蚀的南侧壁。箭头指向皱岭，在坑壁上可看到河道。

## 另请查看
- 火星撞击坑